# José Eusebio Agüero
José Eusebio Agüero (Córdoba, Virreinato del Río de la Plata, 1790 o 1791 - Córdoba, Argentina, 1864) fue un sacerdote y político argentino de corte unitario, capellán del ejército del General Paz, ocupó una banca en el Congreso y refundó el Colegio Nacional de Buenos Aires bajo el nombre Colegio Nacional y Seminario Conciliar ocupando el cargo de rector.

## Biografía
Nacido en la ciudad de Córdoba, José Eusebio Agüero trabajó como vicerrector del Colegio de la Unión y fue secretario del general unitario José María Paz. Fue elegido como diputado por la provincia de Córdoba en 1825 y también actuó como ministro de Gobierno y Hacienda hasta 1831.
Agüero era opuesto a las ideas federales de Juan Manuel de Rosas, por lo que debió exiliarse en la Banda Oriental. Este exilio se llevó a cabo en Montevideo, donde participó en la defensa de la ciudad, en contra de las fuerzas de Manuel Oribe. Al regresar a Buenos Aires, Bartolomé Mitre le encargó la tarea de fundar el Colegio Nacional de Buenos Aires, donde desempeñó el cargo de rector. Entre sus obras se destaca Instituciones del Derecho Público Eclesiástico.

## Homenajes
Uno de sus alumnos, Federico Tobal, escribió una serie de artículos entre 1895 y 1896 en la revista La Quintana llamados El canónigo doctor don Eusebio de Agüero y el Colegio Nacional y Seminario Conciliar fundado por él, que posteriormente se reeditarían en "El diario" de Láinez bajo el nombre «Recuerdos del Colegio Nacional» con motivo del 8.º aniversario de su fallecimiento, al que se agregaba una última correspondencia a modo de epílogo llamada "Recuerdos del Pío Latino", la institución a la que entró después y que comparó con la educación del Dr. Agüero. Estos recuerdos fueron reeditados en 1942 bajo el nombre Recuerdos del viejo Colegio Nacional de Buenos Aires.
En el barrio porteño de Versalles existe una plaza que lleva su nombre en su honor.
En la ciudad de Córdoba, una calle lleva su nombre.